# هارالد هايوجارد
هارالد هايوجارد (بالدنماركية: Harald Haugaard)‏ هو عازف كمان وملحن دنماركي، ولد في 23 فبراير 1975.

## وصلات خارجية
- هارالد هايوجارد على موقع ميوزك برينز (الإنجليزية)
- هارالد هايوجارد على موقع ديسكوغز (الإنجليزية)